# Anilingus
Anilingus ili analingus (od lat. anus „prsten” + lingere „lizati”) oralna je stimulacija vanjskog analnog predjela ustima i jezikom radi postizanja orgazma. Mogu ga izvesti ljudi svih seksualnih orijentacija, a ovisno o kontekstu u kojem se koristi može biti korišten za osobno zadovoljstvo ili kao čin "erotičnog ponižavanja". Za ovaj čin koriste se još poneki izrazi, poput: analno-oralni kontakt, analno-oralni seks, rimming ili rim-job.

## Tehnika
Anilingus uključuje raznorazne tehnike stimuliranja anusa koje uključuju ljubljenje i lizanje samog područja anusa i oko njega, guranje jezika unutra i van anusa te pomicanje jezika unutar samog anusa. Manje je učestala pojava međusobni anilingus.

## Zdravstveni rizik i prevencija
Postoje mnogi znanstveni problemi koji mogu biti uzrokovani prakticiranjem anilingusa zbog prisutnosti bakterija, virusa i parazita na ili unutar anusa ili rektuma. Neki od njih su hepatitis A, hepatitis B, hepatitis C, intestinalni paraziti, klamidija, poliomijelitis, humani papiloma virus, gonoreja, herpes simpleks, konjunktivitis i ostale spolno prenosive bolesti. Također, prijenos usta na genitalije nakon upražnjavanja anilingusa može prenesti bakteriju Escherichia coli u mokraćovod što dovodi do infekcije urinarnog trakta. Nije zabilježeno da se HIV prenese anilingusom, ali stučnjaci tvrde da rizik postoji.
Učestali anilingus s raznim partnerima povećava rizik od zaraze. Obično ljudi koji u sebi imaju zarazu djeluju zdravi. Paraziti mogu biti u nedovoljno skuhanoj hrani. Hepatitis A može također biti u hrani koja je zaražena prije unošenja.
Ako jedan od partnera u interaktivnom području ima otvorenu ranu koja krvari ili neku ozljedu to povećava rizik od prijenosa spolno prenosivih bolesti. Pranje zubi, čišćenje zubi koncem, zubarska "operacija" ili jedenje hrskave hrane nedugo prije ili poslije anilingusa mogu povećati rizik od zaraze jer sve te aktivnosti mogu uzrokovati ogrebotne u usnoj šupljini.

### Prevencija
Većina medicinskih profesionalaca preporučuje korištenje "dental dam"-ova. Oni mogu biti izrađeni i od kondoma. No, korištenje pravih je preporučljivije jer su veći i pružaju bolju zaštitu. Plastični omotaj također nalazi svoju ulogu, ali nije preporučljiv jer nije dizajniran da spriječi prijenos bakterija. Također, može smanjiti doživljaj. Nekada se prije anilingusa izvodi klistir, koji ispire i izbacuje većinu, ako ne i cijeli sadržaj crijeva. Unatoč tome, osoba koja se podlegla klistiru još uvijek može imati opasne mikrobe u području anusa jer klistir nije dizajniran za uklanjanje bakterija.